# Styloniscus magellanicus
Styloniscus magellanicus är en kräftdjursart som beskrevs av James Dwight Dana 1853. Styloniscus magellanicus ingår i släktet Styloniscus och familjen Styloniscidae. Inga underarter finns listade i Catalogue of Life.